# Károly Ferencz
Károly Ferencz   (Budapest, 14 d'octubre de 1913 - Budapest, 21 de juny de 1984) va ser un lluitador hongarès, especialista en lluita grecoromana, que va competir en els anys posteriors a la Segona Guerra Mundial.
El 1948 va prendre part en els Jocs Olímpics de Londres, on guanyà la medalla de bronze en la competició del pes lleuger del programa de lluita grecoromana.